# Gland (Doubs)
Der Gland ist ein Fluss in Frankreich, der im Département Doubs in der Region Bourgogne-Franche-Comté im Jura verläuft und nach rund 14 Kilometern in den Doubs mündet.

## Verlauf
Hydrologisch (aufgrund der Wasserführung) und hydrographisch (aufgrund der Länge) gesehen, entsteht der Gland aus dem Zusammenfluss der Bäche Creuse und Doue im Ort Glay. Der Gland hat jedoch einen eigenen, aus Westen von Roches-lès-Blamont, durch das Combe de Vau, herabfließenden kleinen Oberlauf. Dieser mündet dann in Glay in die nach Norden verlaufende Doue, die seinen Namen übernimmt.
Der Gland verläuft von Glay aus Richtung Norden durch Meslières, Hérimoncourt, Seloncourt und Audincourt, wo er von rechts in den Doubs mündet.